# Vickers Vigilant (1920)
El Vickers Vigilant fue un proyecto británico de 1920 para construir un hidrocanoa de 100 asientos, diseñado por Vickers para realizar vuelos transatlánticos y australianos.

## Diseño y desarrollo
El hidrocanoa debía ser un biplano propulsado por ocho motores Rolls-Royce Condor, cada par acoplado para mover una hélice tractora compartida. Su estructura habría sido realizada íntegramente en duraluminio. El proyecto fue cancelado y el hidrocanoa no fue construido.

## Especificaciones
Referencia datos: Vickers Aircraft Since 1908

### Características generales
- Envergadura: 67,1 m (220 ft)
- Peso cargado: 49 786 kg (109 728,3 lb)
- Planta motriz: 8× motor lineal de 12 cilindros en V refrigerado por líquido Rolls-Royce Condor.
  - Potencia: 435 kW (600 HP; 592 CV) cada uno.

### Rendimiento
- Alcance: 3200 km (1728 nmi; 1988 mi)

## Aeronaves relacionadas

### Secuencias de designación
- Secuencia Numérica (interna de Vickers): 50 - 51 - 54 - 55 →